# Cecilienhof
Cecilienhof (Duits: Schloss Cecilienhof) is een paleis met 176 vertrekken, gelegen in het noordelijke deel van de Nieuwe Tuin in de Duitse stad Potsdam, dicht bij de oever van de Jungfernsee. Het paleis is tussen 1914 en 1917 gebouwd voor de laatste Duitse kroonprins Wilhelm van Pruisen en zijn echtgenote Cecilie, in de stijl van een Engels landhuis, naar het ontwerp van de architect Paul Schultze-Naumburg.
Cecilienhof is bekend vanwege de Conferentie van Potsdam die daar in 1945 plaatsvond en waar de geallieerden onderhandelden over de verdeling van het verslagen Derde Rijk. Het akkoord van Potsdam werd uiteindelijk ondertekend door Truman (de opvolger van Roosevelt), Churchill en Stalin. De grenzen van Duitsland werden opnieuw vastgelegd, in Berlijn werd een Geallieerde Controleraad opgericht. Bij de Conferentie van Jalta was Duitsland (en Berlijn) al verdeeld in vier bezettingszones.
Cecilienhof is het gehele jaar geopend voor bezichtiging, maar is 's maandags gesloten. De gehele dag zijn de vertrekken waar de conferentie is gehouden vrij te bezoeken (via een audiogids, behalve in de winter). De privévertrekken van kroonprins Wilhelm en kroonprinses Cecilie zijn met een rondleiding te bezoeken waarvan de laatste om 16:00 uur vertrekt.
Het gebouw behoorde voor de Tweede Wereldoorlog tot privébezit van de Hohenzollerns. De afgezette vorstenfamilie heeft het bezit na de val van de monarchie teruggekregen. Bij de opmars van de Russen in 1945 is prinses Cecilie gevlucht naar het westen.
De inrichting werd in mei 1945 in een gebouw in de omgeving in veiligheid gebracht. Daar ging de complete inventaris in juni alsnog bij een brand verloren.
De communistische regering van Oost-Duitsland heeft het gebouw onteigend. Het deel waar de conferentie gehouden werd, is opengesteld voor het publiek en in de bediendenvleugels is een luxe-hotel ingericht.
Na de val van de muur heeft de familie Hohenzollern het gebouw weer opgeëist, maar deze claim is door de rechtbank afgewezen.